# Brignoles
Brignoles – miejscowość i gmina we Francji, w regionie Prowansja-Alpy-Lazurowe Wybrzeże, w departamencie Var.
Według danych na rok 1990 gminę zamieszkiwało 11 239 osób, a gęstość zaludnienia wynosiła 159 osób/km² (wśród 963 gmin regionu Prowansja-Alpy-W. Lazurowe Brignoles plasuje się na 59. miejscu pod względem liczby ludności, natomiast pod względem powierzchni na miejscu 83.).

## Współpraca
Miejscowości partnerskie:
- Groß-Gerau, Niemcy
- Szamotuły, Polska
- Tielt, Belgia